# Кондуров, Александр Андреевич
Александр Андреевич Кондуров (род. 13 февраля 1945 года, с Лешуконское, Лешуконский район, Архангельская область, РСФСР, СССР) — советский и российский художник, член-корреспондент РАХ (2022).

## Биография
Родился 13 февраля 1945 года в селе Лешуконское Архангельской области, живёт и работает в Санкт-Петербурге.
В 1964 году — окончил отделение монументально-декоративной живописи Ленинградского высшего художественно-промышленного училища имени В. И. Мухиной.
С 1968 по 1996 годы — сотрудник Ленинградского Художественного фонда РСФСР.
С 1978 года — член Союза художников СССР.
С 1990 года — член объединения художников монументалистов Санкт-Петербурга «Стена».
С 1978 по 1983 годы — член комиссии по работе с молодыми художниками и с 1986 по 1990 годы — член плакатной комиссии Союза художников РСФСР, с 1980 по 2002 годы — член правления Ленинградской организации Союза художников СССР, России, с 1990 по 2004 годы — член бюро и заместитель председателя секции монументального искусства Санкт-Петербургского Союза художников.
Руководитель международной творческой группы «Арт Форум» (2008) и проекта «Parallel Worlds» (2009).
С 2017 года — академик Российской академии естественных наук.
В 2022 году — избран членом-корреспондентом Российской академии художеств от Отделения живописи.

## Творческая деятельность
Основные живописные и графические произведения: «Время перемен» (1987—2000), «Мистерии Петербурга» (1998—2008), «Космогония» (2008—2019), «Я есть путь и истина жизнь», «Музыка города» (2000—2002), «Причастие» (2007—2021), «Революция» (2017—2020), «Уроки сольфеджио» (2007—2020), «Ровесник Победы» (2020—2021).
Произведения находятся в собраниях музеев России и за рубежом.
Постоянный участник всесоюзных, республиканских, и городских выставок с 1970-х годов.
Персональные выставки: в Мраморном дворце Государственного Русского музея (Санкт-Петербург, 2016); в МВК РАХ Галерее искусств Зураба Церетели (Москва, 2016); большом зале Санкт-Петербургского Союза художников (2019).

## Награды
- Орден Дружбы (2022)[1]
- Заслуженный художник Российской Федерации (2007)[2]
- Гран-при Всесоюзного конкурса плаката (1985)
- Серебряная медаль ВДНХ (1990)
- Лауреат конкурса графики имени В. Набокова (1998)
- Лауреат международного фестиваля «Мастер Класс», звание «Мастер» (2003)
- Лауреат ІІІ международной Биеннале графики в Санкт-Петербурге (2006)
- Лауреат 1 международной Триеннале графики в Санкт-Петербурге (2011)
- Медаль и диплом Санкт-Петербургской художественно-промышленной академии имени А. Л. Штиглица (2011)
- Диплом Почётного участника Фонда «Международный центр современной классической музыки имени С. М. Слонимского» (2013)
- Лауреат конкурса «Художники пишут музыку Рахманинова» (2014)
- Диплом Национального музея Республики Казахстан «Мировая культура и современное искусство» (2015)
- Медаль «За заслуги перед Отечественной культурой» (2016)
- Диплом Российской академии естественных наук за активную творческую деятельность (2020)

Награды РАХ
- Диплом РАХ (2004)
- Золотая медаль «Достойному» (2017)